# أصبحت جين
أصبحت جين (بالإنجليزية: Becoming Jane) هو فيلم دراما تم إنتاجه في المملكة المتحدة سنة 2007.

## بطولة
- آن هاثاواي
- جيمس مكافوي
- جيمس كرومويل
- ماجي سميث

## الميزانية والإيرادات
حقق أرباحا تقدر بـ 37,311,672 دولار.
- - تصنيف العمل: دراما

إنه العام 1795 والشابة الصغيرة (جين أوستن) تناهز العشرين الآن، إنها الكاتبة الموهوبة التي تريد حياة مختلفة بعيدًا عن الطبقية والثراء، وعن الكبرياء الزائف والأحكام المسبقة. تحلم جين بأن تتزوج ممن تحب، في حين يبحث أبواها عن زوج ثري يضمن لها السعادة والمكانة الاجتماعية. يريدان خطبتها إلى السيد (ويزلي)؛ قريب السيدة النبيلة (جريشام)؛ ذات الثراء الواسع، ولكن جين تتجاهل كل هذا حين تقابل الشاب الصعلوك (توم ليفروي)، وتقع في غرامه. يواجه الاثنان معضلة كبيرة، فلو تزوجا فسوف يكون عليهما حينها أن يغامرا بكل شيء.
- إخراج:
- جوليان جارولد (مخرج)

## روابط خارجية
- أصبحت جين على موقع IMDb (الإنجليزية)
- أصبحت جين على موقع ميتاكريتيك (الإنجليزية)
- أصبحت جين على موقع الموسوعة البريطانية (الإنجليزية)
- أصبحت جين على موقع روتن توميتوز (الإنجليزية)
- أصبحت جين على موقع نتفليكس (الإنجليزية)
- أصبحت جين على موقع قاعدة بيانات الأفلام العربية
- أصبحت جين على موقع ألو سيني (الفرنسية)
- أصبحت جين على موقع Turner Classic Movies (الإنجليزية)
- أصبحت جين على موقع أول موفي (الإنجليزية)
- أصبحت جين على موقع بوكس أوفيس موجو (الإنجليزية)